# Ettore Conti
Ettore Conti (Sesto San Giovanni, 14 dicembre 1924 – Formello, 26 luglio 2018) è stato un attore e doppiatore italiano.

## Biografia
Inizia a recitare nel 1942, nella compagnia di Memo Benassi. Nel 1947 approda al Piccolo Teatro di Milano, diretto da Giorgio Strehler, e viene diretto in anni successivi anche da Orazio Costa, Raffaele Maiello e Lamberto Puggelli, continuando la sua carriera sui palcoscenici fino agli anni '90, in spettacoli come Arlecchino servitore di due padroni di Carlo Goldoni, L'anima buona di Sezuan di Bertolt Brecht, Delitto e castigo di Fëdor Dostoevskij, Don Giovanni o Il convitato di pietra e L'avaro di Molière. Al cinema ebbe un ruolo nel 1945, in un film del periodo della Repubblica Sociale Italiana, Trent'anni di servizio, diretto da Mario Baffico, ma il film ebbe scarsa diffusione ed oggi risulta irreperibile. Tra il 1963 e il 1988 partecipa ad altri quattro film, in ruoli secondari.
Sul piccolo schermo fa il suo debutto nel dicembre del 1954, quando presenta insieme a Gianni Cajafa e Umberto D'Orsi la trasmissione Altalena di canzoni. Tra gli anni '60 e gli anni '80 partecipa a numerose trasmissioni (tra le quali Finalmente domenica, nel 1972) e a caroselli pubblicitari a fianco di attori celebri come Walter Chiari, Gino Bramieri, Virna Lisi, Paolo Villaggio, Raimondo Vianello e Sandra Mondaini. Proficua anche la sua attività come doppiatore: ha dato la voce a Fred Astaire nel ridoppiaggio di Cenerentola a Parigi, Bernie Kopell in Love Boat, Cesar Romero in Batman e ad altri attori, oltre che in numerose serie di cartoni animati.
È deceduto a Formello il 26 luglio 2018, all'età di 93 anni. Dopo due giorni si è svolto il funerale nella chiesa di San Lorenzo a Formello.

## Filmografia parziale

### Cinema
- Trent'anni di servizio, regia di Mario Baffico (1945)
- Amore in quattro dimensioni, regia di Mino Guerrini (1963)
- Controsesso, regia di Franco Rossi, Marco Ferreri e Renato Castellani (1964)
- Rimini Rimini - Un anno dopo, regia di Bruno Corbucci (1987)
- Odore di spigo, regia di Amasi Damiani (1988)
- Le avventure acquatiche di Steve Zissou, regia di Wes Anderson (2004)[2]

### Televisione
- Un uomo è un uomo di Bertolt Brecht, regia di Fulvio Tolusso (1972)
- Una sola debole voce - miniserie TV, regia di Alberto Sironi (1999)[3]

## Doppiaggio

### Film cinema
- Leslie Phillips in Harry Potter e la pietra filosofale, Harry Potter e la camera dei segreti
- Fred Astaire in Cenerentola a Parigi (ridoppiaggio)
- Ian Bannen in Gorky Park
- Doug Bradley in Cabal
- Neville Brand in I giustizieri della costa
- Jim Broadbent in The Avengers - Agenti speciali
- Louis Ducreux in Una domenica in campagna
- Don Gordon in L'esorcista III
- Ian Holm in EXistenZ
- Charles Kay in Beautiful People
- Cec Linder in Ultimo rifugio: Antartide
- John McMartin in The Dish
- Arthur Miller in Eden
- William V. Mong in Ed ora... sposiamoci! (ridoppiaggio)
- Armin Mueller-Stahl in Delitti e segreti
- Lloyd Nolan in Valentine
- Christopher Plummer in Souvenir
- Claude Rich in Lautrec
- Jean-Paul Roussillon in Eloise, la figlia di D'Artagnan
- George Touliatos in Cani dell'altro mondo
- Peter Vaughan in The Mother
- John Wood in Chocolat
- Richard Woods in Crocevia della morte
- Alan Young in Beverly Hills Cop III - Un piedipiatti a Beverly Hills III
- Benito Artesi in Carabinieri si nasce
- Alberto Bonucci in Il sangue e la rosa (ridoppiaggio)
- Giuseppe Colombo in Bersaglio altezza uomo
- Mino Guerrini in La rimpatriata
- Raffaele Mottola in Superfantagenio
- Antonio Vecelio in Il segreto del bosco vecchio

### Serie televisive
- Cesar Romero in Batman

### Film d'animazione
- Waldorf in Ecco il film dei Muppet, Giallo in casa Muppet, Festa in casa Muppet, I Muppet nell'isola del tesoro
- Archimedes Porter in Tarzan e Tarzan & Jane
- Cookie in Atlantis - L'impero perduto e Atlantis - Il ritorno di Milo
- Orin in Iridella e il ladro di stelle
- Cedrone in Galline in fuga
- Suminawa in Lupin III - La cospirazione dei Fuma
- Cancelliere ne Le avventure di Ichabod e Mr. Toad
- Spike in La strega Marmellaccia

### Cartoni animati
- Padre di Ataru (1ª voce), padre di Shinobu, Capo degli orchi e Orco in Lamù, la ragazza dello spazio
- Takeshi Kamioka, Nagata e Hokira in Arrivano i Superboys
- Padre di Chappy e Mago in La maga Chappy
- Scratchansniff in Animaniacs
- Prof. Archimedes Q. Porter in La leggenda di Tarzan
- Nonno Pepè in Cédric (1ª voce)
- Gustavo in Reporter Blues
- Hans Kamitz in Il Tulipano Nero
- Prof. Crosetti in Cuore
- Kaya in Guru Guru - Il batticuore della magia
- Vecchio saggio in Kum Kum il cavernicolo
- Dottor Sane in Star Blazers
- Dottor Zero in Fantaman
- Sig. Kakikoji in L'invincibile robot Trider G7
- Nonno Jem in Hello Spank

### Videogiochi
- Cookie in Atlantis: L'impero perduto[4]